# Škoda 706 RTO-K
Škoda 706 RTO-K — городской сочленённый среднеприводный автобус особо большой вместимости, производившийся компанией Karosa в городе Високе-Мито в 1960 году, модификация Škoda 706 RTO. Вытеснен с конвейера моделью Karosa ŠM 16,5.

## История
Автобус Škoda 706 RTO-K был представлен в единственном экземпляре в 1960 году. Начиная с 1961 года, автобус проходил испытания в ČSAD Praha.
Недостаток автобуса — слабый двигатель. Это вызывало у водителя дискомфорт при загруженности.
Массовое производство автобусов началось в Польше под названиями Jelcz AP 02 и Jelcz AP 021, которые производились до 1975 года.